# ネットゥーノ 2・ベースボールクラブ
ネットゥーノ 2・ベースボールクラブ（英: Nettuno 2 Baseball Club）は、イタリアのプロ野球チームである。本拠地はネットゥーノのスタジオ・ステノ・ボルゲーゼ。

## 概要
2013年まではネットゥーノ・ベースボールクラブの二軍チームとして活動。2014年からはイタリアンベースボールリーグ(IBL)に参加している。

## 所属選手
| 投手 - 56 フェデリコ・コッツォリーノ (Federico Cozzolino) - 32 フランチェスコ・コッツォリーノ (Francesco Cozzolino) - 30 ノルベルト・ゴンサレス (Norberto González) - 12 マッシミリアーノ・マシン (Massimiliano Masin) - -- マッテオ・モーディカ (Matteo Modica) - 28 フェデリコ・ペッシ (Federico Pecci) - 9 アンドレア・ピッツィコーニ (Andrea Pizziconi) - 34 カルロス・リケッティ (Carlos Richetti)() - 48 ロベルト・ロド (Roberto Rodo) - 50 パオロ・タスキーニ (Paolo Taschini) | 捕手 - 14 ニコラス・ダベンポート (Nicholas Davenport) - 31 アンジェロ・トゥレッリ (Angelo Taurelli) - 22 マリオ・トリンチ (Mario Trinci) 内野手 - -- ジャンマルコ・カムシ (Gianmarco Camusi) - 35 レオナルド・コラグロッシ (Leonardo Colagrossi) - 2 シモーネ・ディ・ロレンツォ (Simone Di Lorenzo) - -- ロナルド・フォロング (Ronald Fhurong) - 3 ルカ・マルトーネ (Luca Martone) - -- アレッシオ・マッチェロ (Alessio Mattiello) - 20 ネストーレ・モーヴィル (Nestore Morville) - 99 ガブリエーレ・オレフィーチェ (Gabriele Orefice) - 33 ホアン・ペドロソ (Joan Pedroso) - 27 マッティア・レスタンテ (Mattia Restante) - -- マヌエル・リッチ (Manuel Ricci) - 21 アンドレア・セッラローリ (Andrea Sellaroli) 外野手 - 26 フラビオ・アンドレオッツィ (Flavio Andreozzi) - -- アンドレア・グラジオーシ (Andrea Graziosi) - 25 ジョルジオ・マッサーリ (Giorgio Massari) - 24 ナッザレーノ・ネエリ (Nazareno Neri) - -- エンツォ・サンナ (Enzo Sanna) - 6 ジュゼッペ・セッラローリ (Giuseppe Sellaroli) - 10 マッティア・メルクリ (Mattia Mercuri) |
| * アクティブロースター外 2014年4月22日更新 [FIBS公式サイト(イタリア語)より：ロースター] | |